# 킬리만자로산
킬리만자로산(영어: Mount Kilimanjaro)은 탄자니아 북동부에 있는 성층 화산이다. 정상인 우후루 피크의 높이는 5,895m로 아프리카 대륙에서 가장 높으며, 지형학에서는 세계에서 네 번째로 돌출된 산이다. 킬리만자로의 뜻은 스와힐리어로 빛나는 산 혹은 하얀 산이다.

## 개황
케냐와의 국경 가까이에 있으며, 중앙의 키보 화산(5,895m)은 아프리카에서 가장 높다. 신생대 제3기 때 일어난 단층운동과 연관이 있는 이 산은 동아프리카 지구대 남쪽 160km에 있다. 이 산괴의 동서간 거리는 약 80km이며, 3개의 주 화산으로 이루어져 있다.
가장 최근에 형성된 키보 화산에는 분화구가 있으며, 여기서 안부(鞍部)를 따라 11km 떨어진 곳에는 이보다 오래된 마웬시 화산(5,254m)이 있다. 옛 분화구의 잔해인 시라 산(3,778m)은 이제 산마루로 변했다. 키보 산의 정상은 눈에 덮인 둥근 지붕처럼 보이지만 분화구에는 너비 1.9km, 최고수심 300m(남쪽 가장자리)의 칼데라 호가 있다. 함몰지대 안에는 화산활동이 있었음을 보여주는 화산재가 남아 있다.
키보산의 분화구 안에는 얼음덩어리가 따로 떨어져 녹지 않은 채 남아 있고, 서쪽 가장자리에는 빙하가 있다. 그 빙하는 남서쪽으로 4,167m나 내려와 있지만 북쪽으로는 정상에서 약간밖에 내려오지 않았다.
마웬시산은 키보산과 대조적으로 침식을 많이 받아 들쭉날쭉하며 깎아지른 듯 험준한데 동쪽과 서쪽은 바란코스 협곡이다. 이 산에는 만년설이 없고 눈에 덮인 곳도 거의 없다. 남쪽 및 동쪽 기슭의 하천은 팡가니 강, 차보 강, 지페 호로 이어진다.
킬리만자로에는 산 밑에서 정상까지 식물대가 계속 이어져 있어 고원의 반(半)건조성 관목지대, 물이 많고 경작지로 쓰이는 남쪽 기슭, 짙은 숲, 탁 트인 광야, 이끼 군서지가 차례로 나타난다. 이곳에서는 사냥이 일체 금지되어 있다.

## 등반역사
1848년 독일 선교사 요하네스 레브만과 루드비히 크라프는 유럽인으로서는 처음으로 킬리만자로를 발견했으나, 남위 3°의 적도지방에 만년설에 덮인 산이 있다는 사실이 믿겨지기까지는 오랜 시일이 걸렸다.
1889년 유럽인으로는 처음으로 독일의 지리학자 한스 마이어와 오스트리아의 산악인 루드비히 푸르첼러가 키보 산 정상에 올랐다.
또 마웬시 산은 1912년 독일의 지리학자 프리츠 클루테가 처음 정복했다.
남쪽 기슭에 있는 모시는 교역 중심지이자 등반기지로서 중요한 역할을 한다.

## 요즘 등반
킬리만자로는 인기있는 관광지이며 정상 등반에는 여섯 개의 경로가 있다. 길이가 다르며, 초보자에게는 긴 경로가 더 좋다. 킬리만자로 등반은 하이킹수준으로 어렵지 않지만, 고산병이 발생할 수 있다. 그래서 오래 머무르며 천천히 등반하면 적응이 더 쉽기 때문에, 긴 경로가 더 쉬운 것이다.

## 같이 보기
- 칠대륙 최고봉